# 심유경
심유경(沈惟敬, 1526년 또는 1527년 ~ 1597년)은 명(明)의 무장이다. 절강성(浙江省) 가흥(嘉興) 출신.

## 생애
1592년 임진왜란이 발발하여 일본의 기세가 드세자, 명나라 병부상서 석성이 비밀리에 파견한 인물이다. 그는 명나라의 유격장군을 가칭하고, 적정을 탐지한다는 핑계로 조선에 파견되었다.
8월 17일 심유경은 선조를 만난 자리에서 명나라 70만 명을 파병 준비를 한다고 거짓으로 보고하였다.
당시 평양성에 있던 일본의 고니시 유키나가(小西行長)와 소 요시토시(宗義智) 등과 강화 교섭을 체결하는 데 중심을 이뤘지만, 거짓된 외교로 삼국(三國)을 크게 혼란에 빠뜨렸다.
1593년, 명국의 사신으로 일본 오사카성에 와서 도요토미 히데요시(豊臣秀吉)와 만났는데, 도요토미는 명국에 대하여 다음과 같은 요구를 했다.
1. 명의 황녀를 일본의 후비(後妃)로 삼을 것
2. 감합인(勘合印)[6]을 복구할 것
3. 조선 팔도 중 4도를 할양할 것
4. 조선 왕자 및 대신 12명을 인질로 삼을 것

이 요구를 명에서 받아들일 수 없다는 것을 알았다. 이 때 심유경은 도요토미 히데요시를 속이기로 했는데 만력제가 분노하는 것보단 차라리 도요토미 히데요시가 분노하는 게 훨씬 나은 상황이라는 것을 알았기 때문이었다. 그래서 이를 일본의 천황으로 책봉을 원한다는 내용으로 거짓으로 보고하고 그에 따르는 책봉 임명서를 받아둔 뒤 이를 도요토미 히데요시에게 들키지 않기 위해 고니시 유키나가, 사이쇼 조타이 등과 짜고 문맹인 도요토미 히데요시에게 거짓으로 봉공안을 읽어주기로 했으나 사이쇼 조타이가 솔직하게 읽어주는 바람에 탄로나게 되어 일본의 조선 재침략(정유재란, 1597년)을 야기하였다.
한편 이것이 탄로났다는 것을 간파한 심유경은 일본으로 망명하기 위해 남쪽으로 도망가는 도중, 의령 부근에 도달하였을 때 명나라 장수 양원에게 체포되어 '나라와 황제를 기만한 죄'로 처형되었다.

## 사후
심유경 사후, 4년에 걸쳤던 강화 협상은 결국 무산되었다. 심유경과 고니시에게 속았다는 것을 안 도요토미 히데요시는 조선을 다시 한 번 더 침략하여 정유재란을 일으킨다. 이 때 도요토미 히데요시는 고니시 유키나가를 심유경과 같은 죄로 죽이려 했으나 여러 다이묘들이 고니시 유키나가가 조선 지리에 밝기 때문에 죽이면 안된다는 이유로 말려서 고니시 유키나가는 살아날 수 있었다.

## 관련 작품

### 드라마
- 《임진왜란》(MBC, 1985년~1986년, 배우:양택조)
- 《불멸의 이순신》(KBS, 2004년~2005년, 배우:이원재)
- 《징비록》(KBS, 2015년, 배우:이기열)
- 《임진왜란 1592》(KBS, 2016년, 배우:주걸)

## 같이 보기
- 만력제 (萬曆帝)
- 심일관 (沈一貫)
- 석성 (石星)
- 송응창 (宋應昌)
- 조승훈 (祖承訓)
- 이여송 (李如松)
- 심사현 (沈思賢)
- 이문욱 (李文彧, 손문욱孫文彧이라고도 함)
- 양부하 (梁敷河, 1580~1675) - 부산 동래 출신의 조선인 포로로서 일본에 간 심유경이 도요토미 히데요시를 독살하는데 협력
- 도요토미 히데요시 (豊臣秀吉)
- 고니시 유키나가 (小西行長)